# Hemiphricta albicostata
Hemiphricta albicostata är en fjärilsart som beskrevs av W. Warren 1906. Hemiphricta albicostata ingår i släktet Hemiphricta och familjen mätare. Inga underarter finns listade i Catalogue of Life.